# Копенхагенски критерии
Копенхагенски критерии са изисквания към една страна, желаеща да стане членка на ЕС. Най-общо те изискват в страната да има институции за запазване на демократичното управление и правата на човека, да има функционираща пазарна икономика и да приема задълженията и намеренията на ЕС. Критериите са въведени през 1993 и след тях има няколко вълни на разширение – през 1995, 2004, 2007 и 2013 г. Последните три разширения са следствие от падането на комунистическите режими в Източна Европа. Копенхагенските критерии се приемат на среща на Европейския съвет в Копенхаген през 1993 г. Те включват:
- стабилност на институциите, гарантиращи демокрацията, върховенството на закона, човешките права и закрилата на малцинствата
- функционираща пазарна икономика и способност за издържане на конкурентния натиск и пазарните сили в рамките на ЕС
- способност за изпълнение на задълженията, свързани с членството, включително готовност за придържане към целта за политически, икономически и валутен съюз

Допълнително на Европейския съвет в Мадрид през декември 1995 г. е въведено изискването страните-кандидатки да създадат условия за интегрирането си в ЕС чрез приспособяване на административните си структури. Това условие се отнася до способността на страните-кандидатки не само да приемат, но и да прилагат ефективно хармонизираното европейско законодателство чрез съответните административни и съдебни структури.
Тези критерии се утвърждават като задължителни с договора от Амстердам от 1997 г.